# 시를 잊은 그대에게
《시를 잊은 그대에게》는 tvN에서 2018년 3월 26일부터 2018년 5월 15일까지 방영된 tvN 월화 드라마이다.

## 소개
의사가 주인공이 아닌 병원 드라마. 물리치료사, 방사선사, 실습생들의 일상을 시(詩)와 함께 그려낸 감성 코믹극.

## 등장인물

### 주요 인물
- 이유비 : 우보영 역 - 계약직 물리치료사
- 이준혁 : 예재욱 역 (아역 안도규) - 물리치료사
- 장동윤 : 신민호 역 - 보건대학교 물리치료과 실습생

### 물리치료과 사람들
- 서현철 : 양명철 역 - 재활치료실장
- 이채영 : 김윤주 역 - 보영의 기숙사 룸메이트. 물리치료사
- 김재범 : 박시원 역 - 물리치료사
- 신재하 : 김남우 역 - 보건대학교 물리치료과 실습생
- 전혜원 : 최윤희 역 - 물리치료사 인턴
- 박한솔 : 이시은 역 - 물리치료사 인턴

### 방사선과 사람들
- 유대준 : 김대방 역 - 방사선사
- 박선호 : 한주용 역 - 방사선사

### 그 외 인물
- 김진옥
- 감태훈
- 박신영
- 이채경 : 김성희 역 - 우성보건대 교수
- 이시훈 : 김기철 역
- 이승준 : 남직원 역
- 현영임
- 이인아
- 서진아
- 조경숙 : 보영의 어머니 역
- 안명주
- 강태식
- 이유진
- 고진명
- 이선영
- 주수빈
- 정두겸 : 병원장 역
- 김일우 : 민호의 아버지 역
- 이칸희 : 민호의 어머니 역
- 조남희
- 박세준
- 차명욱 : 환자 역
- 임정옥
- 주상혁
- 노윤정
- 김성동
- 이민서
- 김광태
- 이택근
- 김윤후
- 김민지
- 이희진
- 유지혁
- 신혜경
- 호효훈
- 김상철
- 최화영
- 공호석
- 이영실
- 유창숙
- 박예나
- 유형관 : 방사선실장 역
- 변건우 : PD 역
- 손동화 : 바텐더 역
- 안다비 : 정간호사 역
- 김종호 : 면접관 역
- 김사훈
- 유현광
- 이윤상
- 전은미 : 환자 역
- 박기륭
- 박성균
- 탕준상 : 규민 역
- 성인자
- 김아람
- 김용진
- 이서준
- 이서율
- 남지우 : 레지던트 역

### 특별출연
- 이희진 : 예재욱의 전 여자친구 역
- 이해인 : 박연희 역 - 작업치료사, 김윤주 친구이자 김대방의 첫사랑
- 모태범 : 모태범 역 - 스포츠 스타
- 정재찬[1] : 라디오 DJ 역 (목소리 출연)
- 고세원 : 김윤주의 전남편 역
- 하석진 : 하석진 역 - 직진남 환자
- 박초롱 : 김미래 역 - 김남우의 전 여자친구
- 김원해 : 김정수 과장 역 - 재활의학과

## 회차별 인용 시
|  | 아래 ‘시 제목’에서 진한 글씨로 된 것은 이 드라마의 부제로 쓰인 제목이다. 또한 〈Going Home〉과 〈서울로 가는 길〉은 노래 제목이다. |

| 회차   | 시 제목                                      | 시인   |
| ------ | -------------------------------------------- | ------ |
| 제1회  | 흔들리며 피는 꽃                             | 도종환 |
| 제1회  | 짝사랑                                       | 이남일 |
| 제1회  | 아픔과 슬픔도 길이 된다                      | 이철환 |
| 제2회  | 새출발                                       | 오보영 |
| 제2회  | 모든 순간이 꽃봉오리인 것을...               | 정현종 |
| 제3회  | 만남1                                        | 하금주 |
| 제3회  | 참 좋은 당신                                 | 김용택 |
| 제4회  | 바짝 붙어서다                                | 김사인 |
| 제5회  | 사랑과 행복                                  | 정연복 |
| 제5회  | 농담                                         | 이문재 |
| 제5회  | 그대 굳이 나를 사랑하지 않아도 좋다          | 이정하 |
| 제6회  | 아침                                         | 천상병 |
| 제6회  | 가족                                         | 최범영 |
| 제7회  | 귀뚜라미와 나와                              | 윤동주 |
| 제7회  | 질투                                         | 정호승 |
| 제8회  | 너에게                                       | 이종화 |
| 제8회  | 돌아설 수 없는 길                            | 김철현 |
| 제9회  | 나                                           | 김용택 |
| 제9회  | 키                                           | 유안진 |
| 제10회 | 네가 가고 나서부터 비가 내렸다               | 여림   |
| 제10회 | 옛날의 불꽃                                  | 최영미 |
| 제11회 | 넌 바보다                                    | 신형건 |
| 제11회 | 상처                                         | 정연복 |
| 제12회 | 행복                                         | 나태주 |
| 제12회 | 가난한 사랑 노래 - 이웃의 한 젊은이를 위하여 | 신경림 |
| 제13회 | 우리는                                       | 이지현 |
| 제13회 | Going Home                                   | 김윤아 |
| 제14회 | 사는 게 꼭 정기적금 같다                     | 김시탁 |
| 제14회 | 자목련                                       | 도종환 |
| 제15회 | 서울로 가는 길                               | 김민기 |
| 제15회 | 엄마는 그래도 되는 줄 알았습니다             | 심순덕 |
| 제16회 | 서운사에서                                   | 최영미 |
| 제16회 | 용산에서                                     | 오규원 |

## 촬영지
- 명지병원
- 경복대학교 남양주캠퍼스
- 경민대학교
- 윤동주문학관
- 하조대 해수욕장
- 카페 갤러리 제이스 1908
- CJ E&M센터
- 춘성대교
- 벽초지문화수목원

## 시청률
최저 시청률과 최고 시청률은 시청률 조사회사와 지역별로 시청률에 차이가 있을 수 있습니다.
| 2018년 | 2018년   | 2018년     | 2018년      |
| 회차   | 방송일   | AGB 시청률 | TNmS 시청률 |
| ------ | -------- | ---------- | ----------- |
| 제1회  | 3월 26일 | 1.357%     | 2.0%        |
| 제2회  | 3월 27일 | 1.435%     | 1.7%        |
| 제3회  | 4월 2일  | 1.185%     | 1.1%        |
| 제4회  | 4월 3일  | 1.429%     | 2.1%        |
| 제5회  | 4월 9일  | 0.910%     | 0.9%        |
| 제6회  | 4월 10일 | 1.061%     | 1.3%        |
| 제7회  | 4월 16일 | 0.941%     | 1.3%        |
| 제8회  | 4월 17일 | 0.925%     | 1.4%        |
| 제9회  | 4월 23일 | 0.768%     | 1.1%        |
| 제10회 | 4월 24일 | 0.987%     | 1.3%        |
| 제11회 | 4월 30일 | 0.900%     | 1.3%        |
| 제12회 | 5월 1일  | 0.977%     | 1.6%        |
| 제13회 | 5월 7일  | 0.769%     | 1.1%        |
| 제14회 | 5월 8일  | 0.785%     | 1.4%        |
| 제15회 | 5월 14일 | 0.925%     | 1.2%        |
| 제16회 | 5월 15일 | 0.820%     | 1.0%        |

## 참고 사항
- 신민호 역에 당초 공명이 물망에 올랐으나 최종적으로 장동윤이 낙점되었다.
- 몇몇 배우들은 메인 빌런 및 진 최종 보스 역할로 재회해 큰 인기를 얻게 된다. 범죄도시3 이준혁, 악마들 장동윤, 뻐꾸기 둥지 이채영, 인질 김재범
- 몇몇 배우들은 메인 빌런 및 준 최종 보스 역할로 재회해 큰 인기를 얻게 된다. 언니 이준혁, 비밀의 남자 / 비밀의 여자 이채영

## 같이 보기
- 대한민국의 텔레비전 드라마 목록 (ㅅ)
- 2018년 대한민국의 텔레비전 드라마 목록